# Buk (sistema missilistico antiaereo)
I Buk (in cirillico: Бук) sono una famiglia di sistemi missilistici terra-aria a medio raggio di fabbricazione sovietica prima e russa poi, progettato dall'NPO Novator nel corso degli anni settanta per conto delle forze armate sovietiche, tra le cui file ha progressivamente sostituito il sistema Kub, del quale è una evoluzione significativa.
Entrata in servizio nel 1980, la prima generazione dei sistemi Buk (in cirillico: 9K37 Бук; nome in codice NATO: SA-11 Gadfly) è in grado di neutralizzare missili da crociera, bombe intelligenti, velivoli ad ala fissa e rotante ed UAV fino a 20 km di distanza e 25.000 m di altitudine.
Costantemente aggiornati nel corso della loro vita operativa, con l'integrazione di nuovi missili e sistemi radar sono state sviluppate ulteriori versioni (M1-2 ed M2), che hanno ricevuto specifica designazione (nome in codice NATO: SA-17 Grizzly).
Per la Marina russa, inoltre, ne è stata realizzata una versione navale denominata 3S90 Uragan (in cirillico: 3C90 Ураган; nome in codice NATO: SA-N-7 Gadfly), anch'essa successivamente aggiornata e riproposta sulle fregate classe Grigorovich con il nome di 3S90 Yozh (in cirillico: 3С90 Ëж; nome in codice NATO: SA-N-7b/SA-N-12 Grizzly).
La versione più recente, la Buk-M3, è in grado di ingaggiare bersagli fino a 70 km di distanza e 35.000 m di altitudine ed è entrata in servizio nelle forze armate russe nel 2016.

## Sviluppo
Lo sviluppo del sistema 9K37 "Buk" venne avviato il 17 gennaio 1972 su richiesta del Comitato Centrale del PCUS. Allo sviluppo parteciparono molti di quelli che avevano sviluppato il precedente sistema 2K12 "Kub" o SA-6 "Gainful" secondo la designazione NATO.
Le prove vennero effettuate tra il 1977 e il 1979 e dopo le prime consegne avvenute nel 1978 il sistema divenne pienamente operativo nel 1980.

## Caratteristiche
Il sistema Buk è costituito da più veicoli, cingolati o ruotati, che fungono da stazioni radar o lanciatori. Il veicolo lanciatore è solitamente dotato di una rampa su cui prendono posto 4 missili pronti al lancio che, a differenza dei sistemi più moderni, non sono sigillati in container e quindi esposti alle intemperie.

## Versioni

### Buk M1
Ancora prima che il 9K37 "Buk" fosse operativo, nel 1980 fu autorizzato lo sviluppo di un ammodernamento del 9K37, il 9K37M1 Buk-M1, che sarebbe entrato in servizio nel 1983. La modernizzazione ha visto migliorare le prestazioni dei sistemi radar e la resistenza alle contromisure elettroniche. La versione da esportazione del sistema missilistico Buk-M1 è nota come "Gang" (Russo: "Ганг").

### Buk-M1-2
Nel 1992 venne deciso di apportare al sistema missilistico "Buk" altre modifiche che vennero sviluppate tra il 1994 e il 1997 e diedero origine al sistema 9K37M1-2 Buk-M1-2, entrato in servizio nel 1998. Con il nuovo sistema è entrato in servizio anche il nuovo missile 9M317 che offriva una migliore cinematica delle prestazioni rispetto al precedente 9M38 che tuttavia poteva essere ancora utilizzato anche dal sistema Buk-M1-2. Il nuovo missile insieme ad una serie di altri miglioramenti permettevano al sistema di intercettare missili balistici ed offriva anche migliori prestazioni contro obiettivi più tradizionali come aerei ed elicotteri.
Il nuovo sistema migliorava notevolmente le prestazioni rispetto al precedente SA-11 Gadfly, che aveva un raggio d'azione di 30 km, parzialmente insufficiente per affrontare le minacce moderne e con una gittata di 50 Km andava a migliorare la difesa, soprattutto delle navi contro missili ed aerei.
Il 9K37M1-2 Buk-M1-2 ha avuto la denominazione NATO SA-17 Grizzly, mentre la versione da esportazione del sistema 9K37M1-2 è stata denominata "Ural".

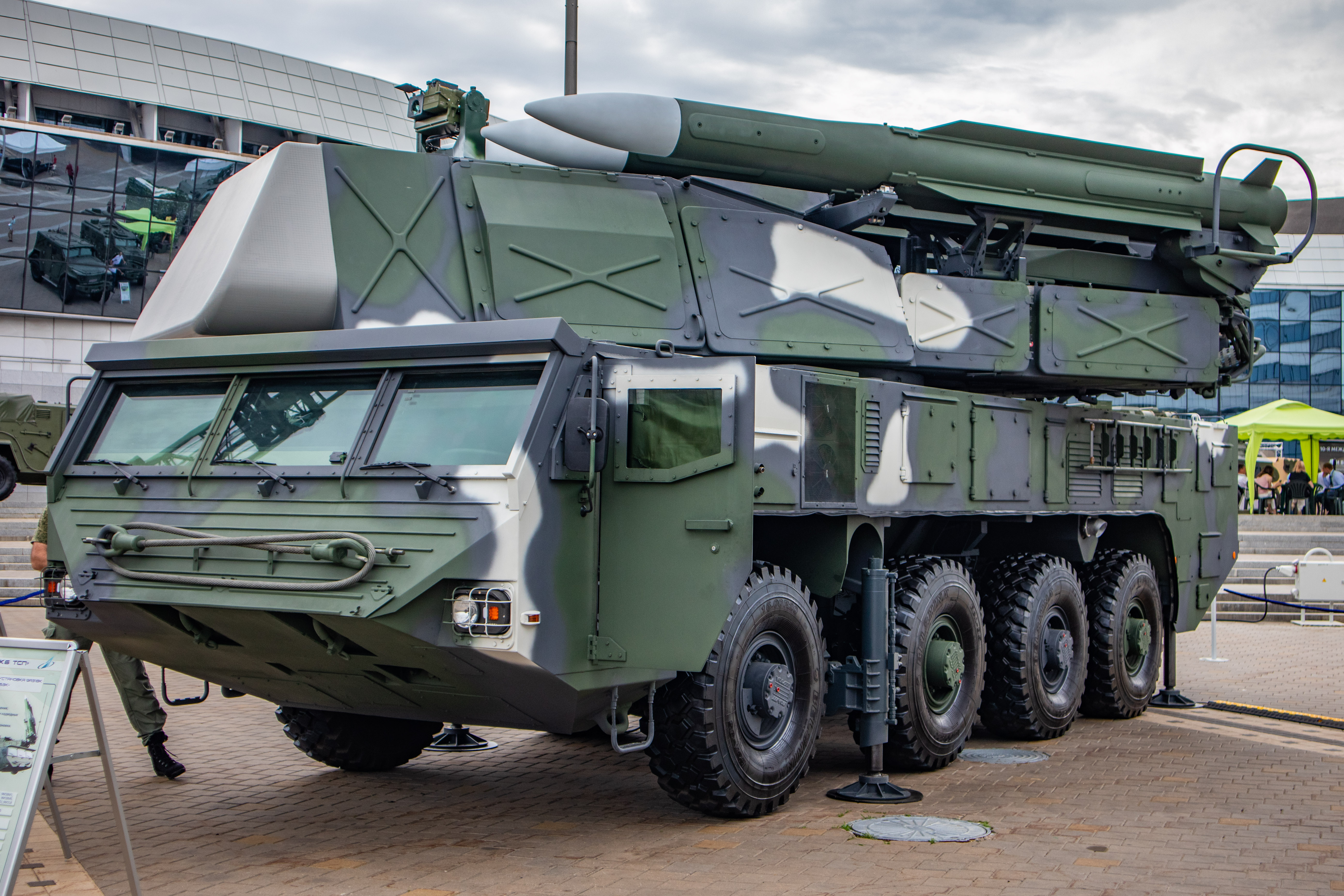
Buk-MB3K (Bielorussia)

### Buk-M2
Entrato in servizio nel 2008. Gittata M2/M2E 50/45 km Tangenza M2/M2E 25 000/? m

### Buk-M3
Entrato in servizio nel 2016. Gittata 70 km, tangenza 35 000 m

### SA-N-7
Contemporaneamente venne sviluppata la versione navalizzata del Buk, denominata 3K90 "Uragan" (cirillico: "Ураган") o SA-N-7 "Gadfly" secondo la designazione NATO.
Il sistema 3K90 "Uragan" usa gli stessi missili 9M38 e 9K37 ma lanciamissili radar di tiro e sistemi di guida differenti. Il sistema venne testato tra il 1974 e il 1976 sui cacciatorpediniere della Classe Kashin ed entrò in servizio nella Marina Sovietica equipaggiando le unità dalla Classe Sovremennyj.
Il sistema, a volte designato anche M-22, è conosciuto come "Shtil" (Russo: Штиль) nella sua versione da esportazione.
Il lanciamissili è molto simile all'americano Mk 13 e viene ricaricato da un magazzino sottostante che ha la capacità di 24 missili.

### SA-N-12 Grizzly
Anche la versione navale nel sistema è stata modernizzata; denominata 3K37 "Ezh" è conosciuta in occidente come SA-N-12 "Grizzly" e come "Shtil-1" nella versione da esportazione. Il sistema che usa il missile 9M317 fu sviluppato per le portaerei Classe Ul'janovsk e poi utilizzato sui Sovremennyj.

## Utilizzatori

### Presenti
Algeria
100 sistemi Buk-M2 consegnati.
 Armenia
 Azerbaigian
 Bielorussia 
12 unità in servizio al 2016
 Cipro
 Egitto
in servizio Buk-M1 e Buk-M2
 Georgia
 India
 Kazakistan
1 Buk-M2E ordinato
 Iran
 Corea del Nord
 Pakistan
 Cina
Impiegate versioni nazionalizzate del Buk, denominate HQ-16
 Russia
- Suchoputnye vojska

350 Buk/Buk-M2. La sostituzione delle versioni più vecchie con lo standard Buk M2 è pianificato per essere completo al 70% entro il 2020. 66 Buk-M-1-2s, 36 M2 e 36 M3 consegnati tra il 2012–2017.  7 brigate sono state equipaggiate con i Buk-M3 al 2020.
- Vozdušno-kosmičeskie sily

80 Buk/Buk-M2 al 2016
 Siria
20 Buk-M1-2s + 8 unità Buk-M2E consegnate nel 2011
 Ucraina
72 Buk-M1 al 2016. Pianificato l'aggiornamento allo standard Buk M1-2.
 Venezuela
12 sistemi consegnati tra il 2011 ed il 2014, cogestiti con la Fanteria di Marina ed in servizio al settembre 2018.